# Irakli Gamrekeli
Irakli Gamrekeli (Gori, 17 mei 1894 - Tbilisi, 10 mei 1943) was een Georgisch decor- en kostuumontwerper, kunstschilder en grafisch kunstenaar. Zijn stijl is modernistisch en hij was een vernieuwer van het Georgische decorontwerp. Zijn werk werd vertoond op exposities in binnen- en buitenland.

## Biografie
Gamrekeli ging vanaf 1910 naar de kunstschool van Nikolai Sklifasovski. Hierna volgde hij het theologisch seminarie, waarna hij aan een studie geneeskunde begon in de Zuid-Russische stad Rostov aan de Don. Deze studie voltooide hij in 1918 aan de in dat jaar opgerichte Staatsuniversiteit van Tbilisi.
Hij bleef daarnaast bezig als schilder en grafisch kunstenaar en ontwikkelde zich verder door middel van studies aan de Staatsacademie voor Schone Kunsten in Tbilisi. Zijn werk valt te typeren binnen het modernisme.
Theaterdirecteur Kote Mardzjanisjvili zag Gamrekeli's schilderijen Malaria en Doodsdans in 1921 en vroeg hem daarop om het theaterontwerp te leveren voor het stuk Salomea van Oscar Wilde. Vanaf 1923 was hij inmiddels de belangrijkste decorontwerper voor het Roestavelitheater in Tbilisi. Hij ontwikkelde zich tot een vernieuwer van het Georgische theaterontwerp en tien jaar later werkte hij in de gehele Sovjet-Unie, voor theaters in Moskou, Leningrad, Kiev en Bakoe.
Vanaf 1924 werd hij daarnaast illustrator en redacteur van het futuristische tijdschrift H2SO4. Ook ontwierp hij voor andere tijdschriften en boeken, waaronder van de schrijvers Iona Vakeli, Grigol Robakidze en Simon Tsjikovani. In 1928 werkte hij mee aan de expressionistische film Mijn Grootmoeder van Kote Mikaberidze, waaraan ook Valerian Sidamon-Eristavi een belangrijk deel had; deze film werd later decennialang verboden.
Een van zijn eerste belangrijke exposities hield hij in 1922 in Tbilisi, met de serie Salomea. Verder werd zijn werk ook vertoond in het buitenland, zoals in de exposities met het thema 'Kubisme en Abstracte Kunst' in verschillende Amerikaanse staten. In 1998 was er een expositie aan zijn werk gewijd in Brussel. Hij werd verschillende malen eervol onderscheiden waaronder in 1934 als "Kunstenaar van Verdienste uit de Georgische Sovjetrepubliek". Over zijn werk en leven zijn in de loop van de jaren een tiental werken verschenen.

## Galerij

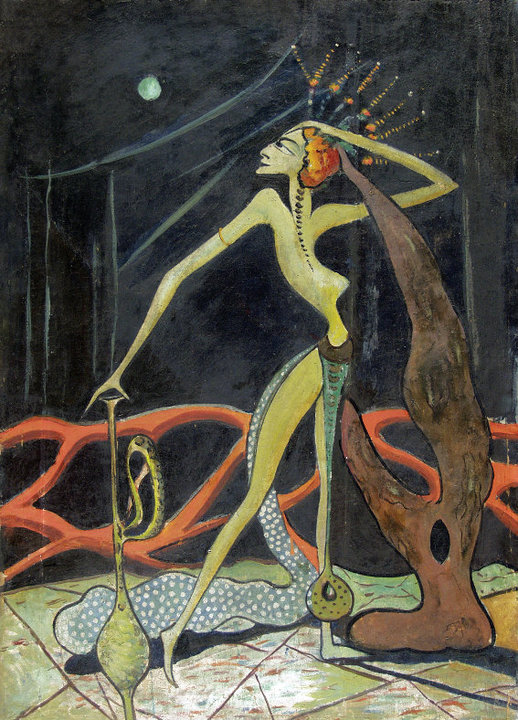
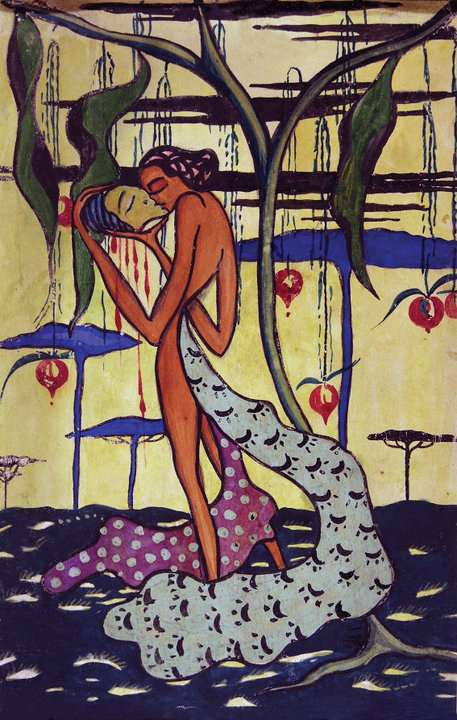
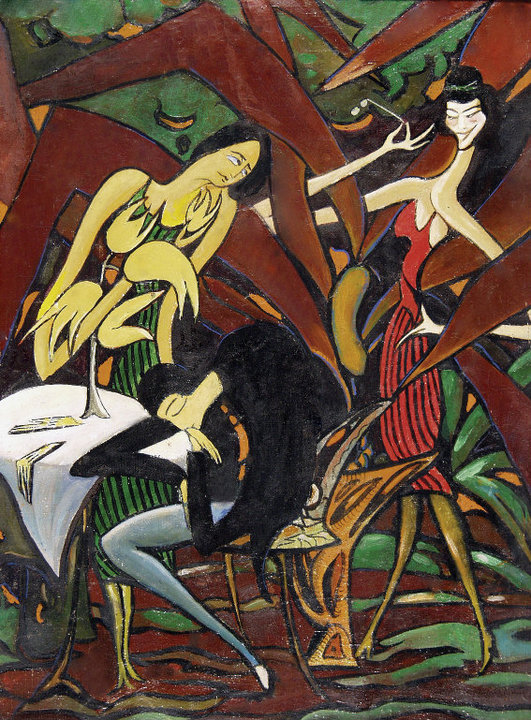
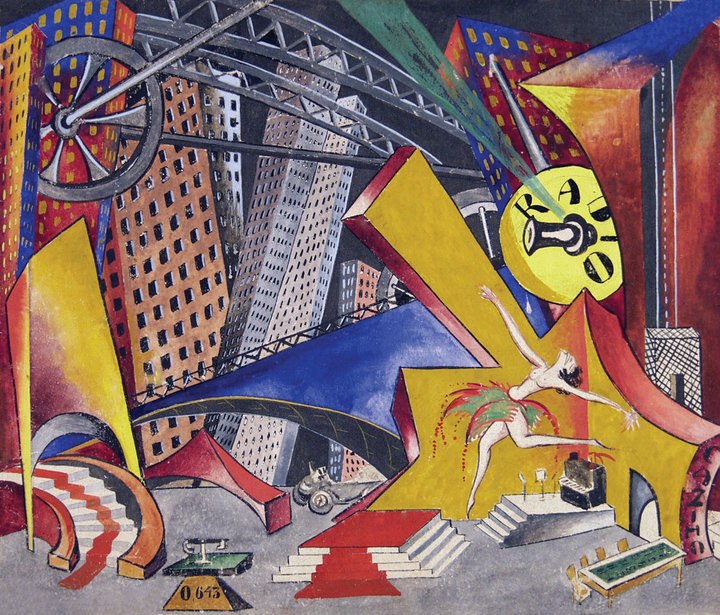
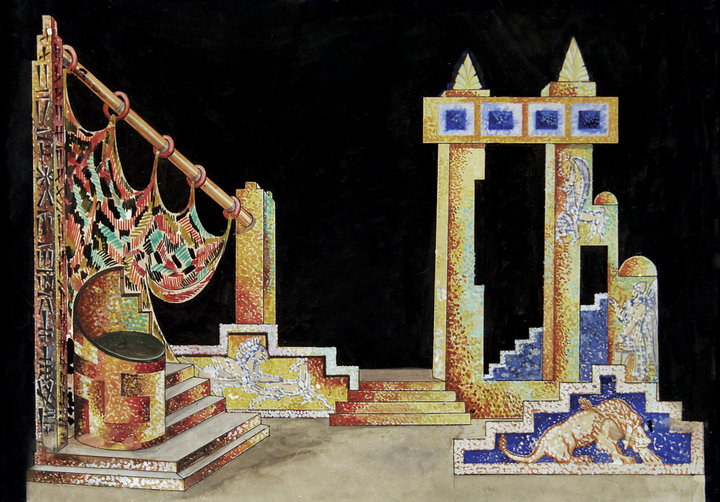
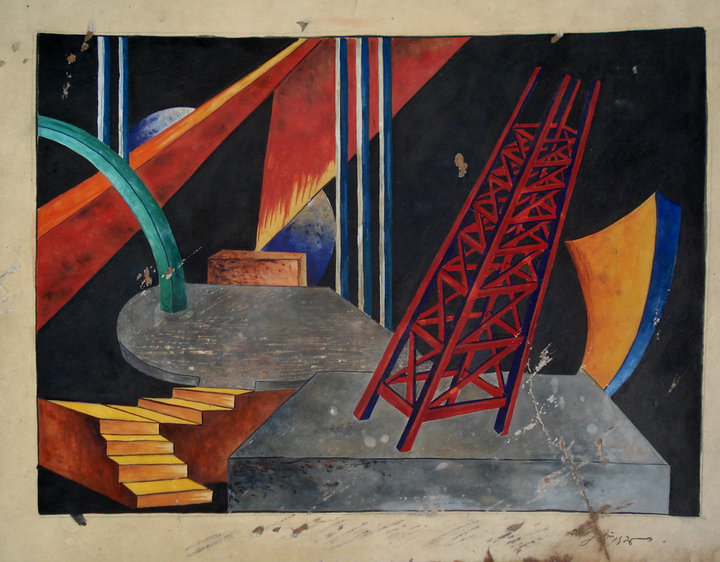

- Gemeinsame Normdatei: 1073773558
- International Standard Name Identifier: 0000 0000 8284 037X
- Library of Congress Control Number: no2010175306
- Union List of Artist Names: 500101869
- Virtual International Authority File: 96436831
- WorldCat: E39PBJkXwTkJJT4mH6VTTJtR8C